# Davon Jefferson
Davon Jefferson est un joueur américain de basket-ball né le 3 novembre 1986 à Lynwood (Californie).
Après ses débuts à Lynwood High, il passe un an de préparation au lycée The Patterson School à Patterson (Caroline du Nord) puis rejoint les Trojans de l'Université de Californie du Sud (USC).
Non choisit lors de la Draft 2008 de la NBA, il rejoint pour deux saisons l'équipe israélienne du Maccabi Haïfa. En 2009-2010, il était le second meilleur rebondeur de la ligue (8,2 rebonds, mais aussi 17,2 points).
À l'été 2010, cet ailier fort rejoint l'ASVEL Lyon-Villeurbanne en France où il ne joue qu'une saison.